# Décharge de Marseille
La décharge de Marseille est une décharge de la ville de Marseille. Elle a ouvert en 1912 et a fermé en 2010. Pendant son exploitation, elle a été la plus grande décharge de France. La décharge est située sur la ville de Saint-Martin-de-Crau et limitrophe d'Entressen.

## Histoire
La décharge de Marseille ouvre en 1912 et a été fermée en 2010. Elle est située sur un site de 80 hectares. C'est en 2002, les institutions européennes qui demandent la fermeture du site pour mettre fin aux nuisances environnementales qu'elle générait. Faute d'alternative, la décharge a continué à fonctionner. Elle a bénéficié de trois autorisations préfectorales, le temps pour la ville de Marseille de construire un incinérateur à Fos-sur-Mer.
En mars 2010, la décharge est fermée à la suite de l'ouverture de l'incinérateur.